# Garde (Gotland)
Garde is een plaats in de gemeente, landschap en eiland Gotland en de provincie Gotlands län in Zweden. De plaats heeft 130 inwoners (2005) en een oppervlakte van 74 hectare.